# 2014年のアメリカンリーグチャンピオンシップシリーズ
2014年の野球において、メジャーリーグベースボール（MLB）のポストシーズンは9月30日に開幕した。アメリカンリーグの第45回リーグチャンピオンシップシリーズ（英語: 45th American League Championship Series、以下「リーグ優勝決定戦」と表記）は、10月10日から15日にかけて計4試合が開催された。その結果、カンザスシティ・ロイヤルズ（中地区）がボルチモア・オリオールズ（東地区）を4勝0敗で下し、29年ぶり3回目のリーグ優勝およびワールドシリーズ進出を果たした。
両球団がポストシーズンで対戦するのはこれが初めて。今シリーズは、ポストシーズン史上初めて両球団の全先発投手が6イニング未満で降板する展開となったうえに、全試合が2点差以内で決着する接戦続きだったが、救援投手陣と守備で上回ったロイヤルズが初戦から負けなしの "スウィープ" でオリオールズを退けた。ロイヤルズの抑え投手グレッグ・ホランドは、1シリーズ中にチームの4勝全てでセーブを挙げた史上3人目の投手となった。シリーズMVPには、第2戦で4安打を放ち2得点を記録するなど、4試合で打率.533・1打点・5得点・OPS 1.255という成績を残したロイヤルズのロレンゾ・ケインが選出された。しかしロイヤルズは、ワールドシリーズではナショナルリーグ王者サンフランシスコ・ジャイアンツに3勝4敗で敗れ、29年ぶり2度目の優勝を逃した。

## 両チームの2014年
10月5日、まず先に行われた試合でオリオールズ（東地区優勝）が、そのあとの試合ではロイヤルズ（中地区2位＝第1ワイルドカード）が、それぞれ地区シリーズ突破を決めてリーグ優勝決定戦へ駒を進めた。
オリオールズは2013年、85勝77敗の地区3位で2年連続のポストシーズン進出には6.0ゲーム差届かず。2014年へ向けて、手薄だった先発ローテーションにはウバルド・ヒメネスを、指名打者にはネルソン・クルーズを加えた。この年は5月終了時点で27勝27敗の勝率.500だったが、そこから勝ち越しを伸ばしていき、7月4日以降は地区単独首位の座を維持しながらシーズンを進める。ただその過程では、主力選手に離脱が相次いだ。5月には捕手のマット・ウィータースが肘痛でシーズン絶望となり、8月には三塁手マニー・マチャドが膝痛で残り試合の欠場決定、9月には一塁手クリス・デービスが治療薬使用申告漏れによって25試合の出場停止処分を受けた。こうした逆境にもかかわらず、トロント・ブルージェイズやニューヨーク・ヤンキースら同地区球団との差を徐々に広げていき、9月16日に17年ぶりの地区優勝を果たした。平均得点4.35はリーグ6位、防御率3.44はリーグ3位。打線は出塁率がリーグ11位と低かったため本塁打数がリーグ最多の割には得点を伸ばせず、チームの強みは打力よりも守備防御点リーグトップの守備力にあった。投手陣では新戦力のヒメネスがシーズン途中でローテーションから外されるなど期待外れに終わった一方で、クリス・ティルマンが新たにエースとして台頭した。地区シリーズではデトロイト・タイガースを3勝0敗で下した。
ロイヤルズは直近2年連続で地区3位ながら、勝敗を2012年の72勝90敗から2013年は86勝76敗に向上させた。アレックス・ゴードンやグレッグ・ホランドら生え抜きが消化試合ではないシーズン終盤の戦いを初めて経験し、エースのジェームズ・シールズも契約が残り1年となったことから、2014年は勝負の年に位置づけられた。この年は前半戦を地区首位タイガースと6.5ゲーム差の2位で終え、8月上旬には8連勝で首位に立つ。その後はタイガースと地区優勝を、ともに西地区のオークランド・アスレチックスやシアトル・マリナーズらとワイルドカードを争った。地区2位で迎えた9月26日にはポストシーズン進出を決め、当時の北米4大プロスポーツリーグで最長となる28年連続ポストシーズン逸に終止符を打った。ただ、残り2試合で逆転地区優勝を目指したが、タイガースに1.0ゲーム差及ばず第1ワイルドカードにまわった。平均得点4.02はリーグ9位、防御率3.51はリーグ4位。リーグ最多の153盗塁を記録するなど足を使った攻撃、左中間のゴードンとロレンゾ・ケインを中心とした堅い守備、終盤3イニングの継投を盤石にしたホランドら救援投手陣、といったスモールボールがチームの強みとなった。ポストシーズンでは、ワイルドカードゲームでアスレチックスを相手に延長12回逆転サヨナラ勝ちすると、地区シリーズでもロサンゼルス・エンゼルスに3連勝した。
リーグ優勝決定戦の第1・2・6・7戦を本拠地で開催できる "ホームフィールド・アドバンテージ" は、地区優勝球団どうしが対戦する場合はレギュラーシーズンの勝率がより高いほうの球団に、地区優勝球団とワイルドカード球団が対戦する場合は地区優勝球団に与えられる。したがって今シリーズでは、オリオールズがアドバンテージを得る。この年のレギュラーシーズンでは両球団は7試合対戦し、ロイヤルズが4勝3敗と勝ち越していた。

## ロースター
両チームの出場選手登録（ロースター）は以下の通り。
- 名前の横の★はこの年のオールスターゲームに選出された選手を、＃はレギュラーシーズン開幕後に入団した選手を示す。
- 年齢は今シリーズ開幕時点でのもの。

| ボルチモア・オリオールズ | ボルチモア・オリオールズ | ボルチモア・オリオールズ | ボルチモア・オリオールズ | ボルチモア・オリオールズ | ボルチモア・オリオールズ | ボルチモア・オリオールズ | カンザスシティ・ロイヤルズ | カンザスシティ・ロイヤルズ | カンザスシティ・ロイヤルズ | カンザスシティ・ロイヤルズ | カンザスシティ・ロイヤルズ | カンザスシティ・ロイヤルズ | カンザスシティ・ロイヤルズ |
| 守備位置                 | 背番号                   | 出身                     | 選手                     | 投                       | 打                       | 年齢                     | 守備位置                   | 背番号                     | 出身                       | 選手                       | 投                         | 打                         | 年齢                       |
| ------------------------ | ------------------------ | ------------------------ | ------------------------ | ------------------------ | ------------------------ | ------------------------ | -------------------------- | -------------------------- | -------------------------- | -------------------------- | -------------------------- | -------------------------- | -------------------------- |
| 投手                     | 35                       | アメリカ合衆国の旗       | ブラッド・ブラック       | 右                       | 右                       | 28                       | 投手                       | 55                         | アメリカ合衆国の旗         | ティム・コリンズ           | 左                         | 左                         | 25                         |
| 投手                     | 53                       | アメリカ合衆国の旗       | ザック・ブリットン       | 左                       | 左                       | 26                       | 投手                       | 17                         | アメリカ合衆国の旗         | ウェイド・デービス         | 右                         | 右                         | 29                         |
| 投手                     | 16                       | 中華民国の旗             | 陳偉殷                   | 左                       | 右                       | 29                       | 投手                       | 41                         | アメリカ合衆国の旗         | ダニー・ダフィー           | 左                         | 左                         | 25                         |
| 投手                     | 39                       | アメリカ合衆国の旗       | ケビン・ゴーズマン       | 右                       | 左                       | 23                       | 投手                       | 27                         | アメリカ合衆国の旗         | ブランドン・フィネガン＃   | 左                         | 左                         | 21                         |
| 投手                     | 50                       | メキシコの旗             | ミゲル・ゴンザレス       | 右                       | 右                       | 30                       | 投手                       | 54                         | アメリカ合衆国の旗         | ジェイソン・フレイザー＃   | 右                         | 右                         | 37                         |
| 投手                     | 29                       | アメリカ合衆国の旗       | トミー・ハンター         | 右                       | 右                       | 28                       | 投手                       | 11                         | アメリカ合衆国の旗         | ジェレミー・ガスリー       | 右                         | 右                         | 35                         |
| 投手                     | 17                       | アメリカ合衆国の旗       | ブライアン・マティス     | 左                       | 左                       | 27                       | 投手                       | 40                         | ドミニカ共和国の旗         | ケルビン・ヘレーラ         | 右                         | 右                         | 24                         |
| 投手                     | 48                       | アメリカ合衆国の旗       | アンドリュー・ミラー＃   | 左                       | 左                       | 29                       | 投手                       | 56                         | アメリカ合衆国の旗         | グレッグ・ホランド★        | 右                         | 右                         | 28                         |
| 投手                     | 25                       | アメリカ合衆国の旗       | バド・ノリス             | 右                       | 右                       | 29                       | 投手                       | 33                         | アメリカ合衆国の旗         | ジェームズ・シールズ       | 右                         | 右                         | 32                         |
| 投手                     | 56                       | アメリカ合衆国の旗       | ダレン・オデイ           | 右                       | 右                       | 31                       | 投手                       | 51                         | アメリカ合衆国の旗         | ジェイソン・バルガス       | 左                         | 左                         | 31                         |
| 投手                     | 30                       | アメリカ合衆国の旗       | クリス・ティルマン       | 右                       | 右                       | 26                       | 投手                       | 30                         | ドミニカ共和国の旗         | ヨーダノ・ベンチュラ       | 右                         | 右                         | 23                         |
| 捕手                     | 40                       | アメリカ合衆国の旗       | ニック・ハンドリー＃     | 右                       | 右                       | 31                       | 捕手                       | 19                         | アメリカ合衆国の旗         | エリック・クラッツ＃       | 右                         | 右                         | 34                         |
| 捕手                     | 36                       | アメリカ合衆国の旗       | ケイレブ・ジョゼフ       | 右                       | 右                       | 28                       | 捕手                       | 13                         | ベネズエラの旗             | サルバドール・ペレス★      | 右                         | 右                         | 24                         |
| 内野手                   | 3                        | アメリカ合衆国の旗       | ライアン・フラハーティ   | 右                       | 左                       | 28                       | 内野手                     | 16                         | アメリカ合衆国の旗         | ビリー・バトラー           | 右                         | 右                         | 28                         |
| 内野手                   | 2                        | アメリカ合衆国の旗       | J.J.ハーディ             | 右                       | 右                       | 32                       | 内野手                     | 24                         | プエルトリコの旗           | クリスチャン・コローン     | 右                         | 右                         | 25                         |
| 内野手                   | 14                       | アメリカ合衆国の旗       | ケリー・ジョンソン＃     | 右                       | 左                       | 32                       | 内野手                     | 2                          | ベネズエラの旗             | アルシデス・エスコバー     | 右                         | 右                         | 27                         |
| 内野手                   | 38                       | ドミニカ共和国の旗       | ジミー・パラデス＃       | 右                       | 両                       | 25                       | 内野手                     | 35                         | アメリカ合衆国の旗         | エリック・ホズマー         | 左                         | 左                         | 24                         |
| 内野手                   | 28                       | アメリカ合衆国の旗       | スティーブ・ピアース＃   | 右                       | 右                       | 31                       | 内野手                     | 14                         | ベネズエラの旗             | オマー・インファンテ       | 右                         | 右                         | 32                         |
| 内野手                   | 6                        | キュラソー島の旗         | ジョナサン・スコープ     | 右                       | 右                       | 22                       | 内野手                     | 8                          | アメリカ合衆国の旗         | マイク・ムスタカス         | 右                         | 左                         | 26                         |
| 外野手                   | 23                       | ドミニカ共和国の旗       | ネルソン・クルーズ★      | 右                       | 右                       | 34                       | 外野手                     | 23                         | 日本の旗                   | 青木宣親                   | 右                         | 左                         | 32                         |
| 外野手                   | 12                       | ドミニカ共和国の旗       | アレハンドロ・デアザ＃   | 左                       | 左                       | 30                       | 外野手                     | 6                          | アメリカ合衆国の旗         | ロレンゾ・ケイン           | 右                         | 右                         | 28                         |
| 外野手                   | 10                       | アメリカ合衆国の旗       | アダム・ジョーンズ★      | 右                       | 右                       | 29                       | 外野手                     | 1                          | アメリカ合衆国の旗         | ジャロッド・ダイソン       | 右                         | 左                         | 29                         |
| 外野手                   | 9                        | アメリカ合衆国の旗       | デビッド・ロウ           | 左                       | 左                       | 28                       | 外野手                     | 4                          | アメリカ合衆国の旗         | アレックス・ゴードン★      | 右                         | 左                         | 30                         |
| 外野手                   | 21                       | アメリカ合衆国の旗       | ニック・マーケイキス     | 左                       | 左                       | 30                       | 外野手                     | 0                          | アメリカ合衆国の旗         | テレンス・ゴア             | 右                         | 右                         | 23                         |
| 外野手                   | 27                       | アメリカ合衆国の旗       | デルモン・ヤング         | 右                       | 右                       | 29                       | 外野手                     | 7                          | アメリカ合衆国の旗         | ジョシュ・ウィリンガム＃   | 右                         | 右                         | 35                         |

オリオールズは地区シリーズのロースターから投手を入れ替え、右腕ウバルド・ヒメネスに代えて左腕ブライアン・マティスを登録した。地区シリーズの対戦相手デトロイト・タイガースが右の強打者を揃えていた一方、ロイヤルズ打線の中軸にはエリック・ホズマーやアレックス・ゴードンら左打者が多く、マティスは対左打者の被打率を.223としている。ヒメネスは前年シーズン終了後にFAとしてオリオールズと4年5000万ドルの契約を結んだが、1年目のこの年は25試合125.1イニングで防御率4.81と低迷し、地区シリーズではロースター入りしながらも登板機会を得られなかった。これに対し、ロイヤルズは地区シリーズからのロースター変更はない。

## 試合結果
2014年のアメリカンリーグ優勝決定戦は10月10日に開幕し、途中に移動日と雨天順延を挟んで6日間で4試合が行われた。日程・結果は以下の通り。
| 日付                                                       | 試合  | ビジター球団（先攻）       | スコア   | ホーム球団（後攻）         | 開催球場                                      | 開催球場                                                                 |
| ---------------------------------------------------------- | ----- | -------------------------- | -------- | -------------------------- | --------------------------------------------- | ------------------------------------------------------------------------ |
| 10月10日（金）                                             | 第1戦 | カンザスシティ・ロイヤルズ | 8－6     | ボルチモア・オリオールズ   | オリオール・パーク・ アット・カムデン・ヤーズ | オリオール・ · パーク・アット・ · カムデン・ヤーズカウフマン・スタジアム |
| 10月11日（土）                                             | 第2戦 | カンザスシティ・ロイヤルズ | 6－4     | ボルチモア・オリオールズ   | オリオール・パーク・ アット・カムデン・ヤーズ | オリオール・ · パーク・アット・ · カムデン・ヤーズカウフマン・スタジアム |
| 10月12日（日）                                             |       | 移動日                     | 移動日   | 移動日                     |                                               | オリオール・ · パーク・アット・ · カムデン・ヤーズカウフマン・スタジアム |
| 10月13日（月）                                             | 第3戦 | 雨天順延                   | 雨天順延 | 雨天順延                   | カウフマン・スタジアム                        | オリオール・ · パーク・アット・ · カムデン・ヤーズカウフマン・スタジアム |
| 10月14日（火）                                             | 第3戦 | ボルチモア・オリオールズ   | 1－2     | カンザスシティ・ロイヤルズ | カウフマン・スタジアム                        | オリオール・ · パーク・アット・ · カムデン・ヤーズカウフマン・スタジアム |
| 10月15日（水）                                             | 第4戦 | ボルチモア・オリオールズ   | 1－2     | カンザスシティ・ロイヤルズ | カウフマン・スタジアム                        | オリオール・ · パーク・アット・ · カムデン・ヤーズカウフマン・スタジアム |
| 優勝：カンザスシティ・ロイヤルズ（4勝0敗 / 29年ぶり3度目） |       |                            |          |                            |                                               | オリオール・ · パーク・アット・ · カムデン・ヤーズカウフマン・スタジアム |

### 第1戦 10月10日
- オリオール・パーク・アット・カムデン・ヤーズ（メリーランド州ボルチモア）

|                            | 1 | 2 | 3 | 4 | 5 | 6 | 7 | 8 | 9 | 10 | R | H  | E |
| -------------------------- | - | - | - | - | - | - | - | - | - | -- | - | -- | - |
| カンザスシティ・ロイヤルズ | 0 | 0 | 4 | 0 | 1 | 0 | 0 | 0 | 0 | 3  | 8 | 12 | 1 |
| ボルチモア・オリオールズ   | 0 | 0 | 1 | 0 | 3 | 1 | 0 | 0 | 0 | 1  | 6 | 14 | 1 |

1. 勝利：ウェイド・デービス（1勝）
2. セーブ：グレッグ・ホランド（1S）
3. 敗戦：ダレン・オデイ（1敗）
4. 本塁打
KC：アルシデス・エスコバー1号ソロ、アレックス・ゴードン1号ソロ、マイク・ムスタカス1号2ラン
5. 審判
［球審］ティム・ティモンズ
［塁審］一塁: マービン・ハドソン、二塁: ジョー・ウェスト、三塁: ロン・カルパ
［外審］左翼: マーク・ウェグナー、右翼: ブライアン・ゴーマン
6. 試合開始時刻: 東部夏時間（UTC-4）午後8時11分  試合時間: 4時間37分  観客: 4万7124人  気温: 59°F（15°C）
詳細: MLB.com Gameday / ESPN.com / Baseball-Reference.com / Fangraphs

| カンザスシティ・ロイヤルズ | カンザスシティ・ロイヤルズ | カンザスシティ・ロイヤルズ | カンザスシティ・ロイヤルズ | カンザスシティ・ロイヤルズ                                                                                      | ボルチモア・オリオールズ | ボルチモア・オリオールズ | ボルチモア・オリオールズ | ボルチモア・オリオールズ | ボルチモア・オリオールズ |
| -------------------------- | -------------------------- | -------------------------- | -------------------------- | --- | ------------------------ | ------------------------ | ------------------------ | ------------------------ | --- |
| 打順                       | 守備                       | 選手                       | 打席                       | J・シールズS・ペレスE・ホズマーO・インファンテM・ムスタカスA・エスコバーA・ゴードンL・ケイン青木宣親B・バトラー | 打順                     | 守備                     | 選手                     | 打席                     | C・ティルマンN・ハンドリーS・ピアースJ・スコープR・フラ · ハーティJ・ハーディA・デアザA・ジョーンズN・マーケイキスN・クルーズ |
| 1                          | 遊                         | A・エスコバー              | 右                         | J・シールズS・ペレスE・ホズマーO・インファンテM・ムスタカスA・エスコバーA・ゴードンL・ケイン青木宣親B・バトラー | 1                        | 右                       | N・マーケイキス          | 左                       | C・ティルマンN・ハンドリーS・ピアースJ・スコープR・フラ · ハーティJ・ハーディA・デアザA・ジョーンズN・マーケイキスN・クルーズ |
| 2                          | 右                         | 青木宣親                   | 左                         | J・シールズS・ペレスE・ホズマーO・インファンテM・ムスタカスA・エスコバーA・ゴードンL・ケイン青木宣親B・バトラー | 2                        | 左                       | A・デアザ                | 左                       | C・ティルマンN・ハンドリーS・ピアースJ・スコープR・フラ · ハーティJ・ハーディA・デアザA・ジョーンズN・マーケイキスN・クルーズ |
| 3                          | 中                         | L・ケイン                  | 右                         | J・シールズS・ペレスE・ホズマーO・インファンテM・ムスタカスA・エスコバーA・ゴードンL・ケイン青木宣親B・バトラー | 3                        | 中                       | A・ジョーンズ            | 右                       | C・ティルマンN・ハンドリーS・ピアースJ・スコープR・フラ · ハーティJ・ハーディA・デアザA・ジョーンズN・マーケイキスN・クルーズ |
| 4                          | 一                         | E・ホズマー                | 左                         | J・シールズS・ペレスE・ホズマーO・インファンテM・ムスタカスA・エスコバーA・ゴードンL・ケイン青木宣親B・バトラー | 4                        | DH                       | N・クルーズ              | 右                       | C・ティルマンN・ハンドリーS・ピアースJ・スコープR・フラ · ハーティJ・ハーディA・デアザA・ジョーンズN・マーケイキスN・クルーズ |
| 5                          | DH                         | B・バトラー                | 右                         | J・シールズS・ペレスE・ホズマーO・インファンテM・ムスタカスA・エスコバーA・ゴードンL・ケイン青木宣親B・バトラー | 5                        | 一                       | S・ピアース              | 右                       | C・ティルマンN・ハンドリーS・ピアースJ・スコープR・フラ · ハーティJ・ハーディA・デアザA・ジョーンズN・マーケイキスN・クルーズ |
| 6                          | 左                         | A・ゴードン                | 左                         | J・シールズS・ペレスE・ホズマーO・インファンテM・ムスタカスA・エスコバーA・ゴードンL・ケイン青木宣親B・バトラー | 6                        | 遊                       | J・ハーディ              | 右                       | C・ティルマンN・ハンドリーS・ピアースJ・スコープR・フラ · ハーティJ・ハーディA・デアザA・ジョーンズN・マーケイキスN・クルーズ |
| 7                          | 捕                         | S・ペレス                  | 右                         | J・シールズS・ペレスE・ホズマーO・インファンテM・ムスタカスA・エスコバーA・ゴードンL・ケイン青木宣親B・バトラー | 7                        | 三                       | R・フラハーティ          | 左                       | C・ティルマンN・ハンドリーS・ピアースJ・スコープR・フラ · ハーティJ・ハーディA・デアザA・ジョーンズN・マーケイキスN・クルーズ |
| 8                          | 二                         | O・インファンテ            | 右                         | J・シールズS・ペレスE・ホズマーO・インファンテM・ムスタカスA・エスコバーA・ゴードンL・ケイン青木宣親B・バトラー | 8                        | 捕                       | N・ハンドリー            | 右                       | C・ティルマンN・ハンドリーS・ピアースJ・スコープR・フラ · ハーティJ・ハーディA・デアザA・ジョーンズN・マーケイキスN・クルーズ |
| 9                          | 三                         | M・ムスタカス              | 左                         | J・シールズS・ペレスE・ホズマーO・インファンテM・ムスタカスA・エスコバーA・ゴードンL・ケイン青木宣親B・バトラー | 9                        | 二                       | J・スコープ              | 右                       | C・ティルマンN・ハンドリーS・ピアースJ・スコープR・フラ · ハーティJ・ハーディA・デアザA・ジョーンズN・マーケイキスN・クルーズ |
| 先発投手                   | 先発投手                   | 先発投手                   | 投球                       | J・シールズS・ペレスE・ホズマーO・インファンテM・ムスタカスA・エスコバーA・ゴードンL・ケイン青木宣親B・バトラー | 先発投手                 | 先発投手                 | 先発投手                 | 投球                     | C・ティルマンN・ハンドリーS・ピアースJ・スコープR・フラ · ハーティJ・ハーディA・デアザA・ジョーンズN・マーケイキスN・クルーズ |
| J・シールズ                | J・シールズ                | J・シールズ                | 右                         | J・シールズS・ペレスE・ホズマーO・インファンテM・ムスタカスA・エスコバーA・ゴードンL・ケイン青木宣親B・バトラー | C・ティルマン            | C・ティルマン            | C・ティルマン            | 右                       | C・ティルマンN・ハンドリーS・ピアースJ・スコープR・フラ · ハーティJ・ハーディA・デアザA・ジョーンズN・マーケイキスN・クルーズ |

### 第2戦 10月11日
- オリオール・パーク・アット・カムデン・ヤーズ（メリーランド州ボルチモア）

|                            | 1 | 2 | 3 | 4 | 5 | 6 | 7 | 8 | 9 | R | H  | E |
| -------------------------- | - | - | - | - | - | - | - | - | - | - | -- | - |
| カンザスシティ・ロイヤルズ | 2 | 0 | 1 | 1 | 0 | 0 | 0 | 0 | 2 | 6 | 13 | 1 |
| ボルチモア・オリオールズ   | 0 | 1 | 2 | 0 | 1 | 0 | 0 | 0 | 0 | 4 | 9  | 1 |

1. 勝利：ウェイド・デービス（2勝）
2. セーブ：グレッグ・ホランド（2S）
3. 敗戦：ダレン・オデイ（2敗）
4. 本塁打
KC：マイク・ムスタカス2号ソロ
BAL：アダム・ジョーンズ1号2ラン
5. 審判
［球審］マービン・ハドソン
［塁審］一塁: ジョー・ウェスト、二塁: ロン・カルパ、三塁: マーク・ウェグナー
［外審］左翼: ブライアン・ゴーマン、右翼: ティム・ティモンズ
6. 試合開始時刻: 東部夏時間（UTC-4）午後4時9分  試合時間: 4時間17分  観客: 4万6912人  気温: 57°F（13.9°C）
詳細: MLB.com Gameday / ESPN.com / Baseball-Reference.com / Fangraphs

| カンザスシティ・ロイヤルズ | カンザスシティ・ロイヤルズ | カンザスシティ・ロイヤルズ | カンザスシティ・ロイヤルズ | カンザスシティ・ロイヤルズ                                                                                        | ボルチモア・オリオールズ | ボルチモア・オリオールズ | ボルチモア・オリオールズ | ボルチモア・オリオールズ | ボルチモア・オリオールズ                                                                                                |
| -------------------------- | -------------------------- | -------------------------- | -------------------------- | --- | ------------------------ | ------------------------ | ------------------------ | ------------------------ | --- |
| 打順                       | 守備                       | 選手                       | 打席                       | Y・ベンチュラS・ペレスE・ホズマーO・インファンテM・ムスタカスA・エスコバーA・ゴードンL・ケイン青木宣親B・バトラー | 打順                     | 守備                     | 選手                     | 打席                     | B・ノリスC・ジョゼフS・ピアースJ・スコープR・フラ · ハーティJ・ハーディA・デアザA・ジョーンズN・マーケイキスN・クルーズ |
| 1                          | 遊                         | A・エスコバー              | 右                         | Y・ベンチュラS・ペレスE・ホズマーO・インファンテM・ムスタカスA・エスコバーA・ゴードンL・ケイン青木宣親B・バトラー | 1                        | 右                       | N・マーケイキス          | 左                       | B・ノリスC・ジョゼフS・ピアースJ・スコープR・フラ · ハーティJ・ハーディA・デアザA・ジョーンズN・マーケイキスN・クルーズ |
| 2                          | 右                         | 青木宣親                   | 左                         | Y・ベンチュラS・ペレスE・ホズマーO・インファンテM・ムスタカスA・エスコバーA・ゴードンL・ケイン青木宣親B・バトラー | 2                        | 左                       | A・デアザ                | 左                       | B・ノリスC・ジョゼフS・ピアースJ・スコープR・フラ · ハーティJ・ハーディA・デアザA・ジョーンズN・マーケイキスN・クルーズ |
| 3                          | 中                         | L・ケイン                  | 右                         | Y・ベンチュラS・ペレスE・ホズマーO・インファンテM・ムスタカスA・エスコバーA・ゴードンL・ケイン青木宣親B・バトラー | 3                        | 中                       | A・ジョーンズ            | 右                       | B・ノリスC・ジョゼフS・ピアースJ・スコープR・フラ · ハーティJ・ハーディA・デアザA・ジョーンズN・マーケイキスN・クルーズ |
| 4                          | 一                         | E・ホズマー                | 左                         | Y・ベンチュラS・ペレスE・ホズマーO・インファンテM・ムスタカスA・エスコバーA・ゴードンL・ケイン青木宣親B・バトラー | 4                        | DH                       | N・クルーズ              | 右                       | B・ノリスC・ジョゼフS・ピアースJ・スコープR・フラ · ハーティJ・ハーディA・デアザA・ジョーンズN・マーケイキスN・クルーズ |
| 5                          | DH                         | B・バトラー                | 右                         | Y・ベンチュラS・ペレスE・ホズマーO・インファンテM・ムスタカスA・エスコバーA・ゴードンL・ケイン青木宣親B・バトラー | 5                        | 一                       | S・ピアース              | 右                       | B・ノリスC・ジョゼフS・ピアースJ・スコープR・フラ · ハーティJ・ハーディA・デアザA・ジョーンズN・マーケイキスN・クルーズ |
| 6                          | 左                         | A・ゴードン                | 左                         | Y・ベンチュラS・ペレスE・ホズマーO・インファンテM・ムスタカスA・エスコバーA・ゴードンL・ケイン青木宣親B・バトラー | 6                        | 遊                       | J・ハーディ              | 右                       | B・ノリスC・ジョゼフS・ピアースJ・スコープR・フラ · ハーティJ・ハーディA・デアザA・ジョーンズN・マーケイキスN・クルーズ |
| 7                          | 捕                         | S・ペレス                  | 右                         | Y・ベンチュラS・ペレスE・ホズマーO・インファンテM・ムスタカスA・エスコバーA・ゴードンL・ケイン青木宣親B・バトラー | 7                        | 三                       | R・フラハーティ          | 左                       | B・ノリスC・ジョゼフS・ピアースJ・スコープR・フラ · ハーティJ・ハーディA・デアザA・ジョーンズN・マーケイキスN・クルーズ |
| 8                          | 二                         | O・インファンテ            | 右                         | Y・ベンチュラS・ペレスE・ホズマーO・インファンテM・ムスタカスA・エスコバーA・ゴードンL・ケイン青木宣親B・バトラー | 8                        | 捕                       | C・ジョゼフ              | 右                       | B・ノリスC・ジョゼフS・ピアースJ・スコープR・フラ · ハーティJ・ハーディA・デアザA・ジョーンズN・マーケイキスN・クルーズ |
| 9                          | 三                         | M・ムスタカス              | 左                         | Y・ベンチュラS・ペレスE・ホズマーO・インファンテM・ムスタカスA・エスコバーA・ゴードンL・ケイン青木宣親B・バトラー | 9                        | 二                       | J・スコープ              | 右                       | B・ノリスC・ジョゼフS・ピアースJ・スコープR・フラ · ハーティJ・ハーディA・デアザA・ジョーンズN・マーケイキスN・クルーズ |
| 先発投手                   | 先発投手                   | 先発投手                   | 投球                       | Y・ベンチュラS・ペレスE・ホズマーO・インファンテM・ムスタカスA・エスコバーA・ゴードンL・ケイン青木宣親B・バトラー | 先発投手                 | 先発投手                 | 先発投手                 | 投球                     | B・ノリスC・ジョゼフS・ピアースJ・スコープR・フラ · ハーティJ・ハーディA・デアザA・ジョーンズN・マーケイキスN・クルーズ |
| Y・ベンチュラ              | Y・ベンチュラ              | Y・ベンチュラ              | 右                         | Y・ベンチュラS・ペレスE・ホズマーO・インファンテM・ムスタカスA・エスコバーA・ゴードンL・ケイン青木宣親B・バトラー | B・ノリス                | B・ノリス                | B・ノリス                | 右                       | B・ノリスC・ジョゼフS・ピアースJ・スコープR・フラ · ハーティJ・ハーディA・デアザA・ジョーンズN・マーケイキスN・クルーズ |

### 第3戦 10月14日
- カウフマン・スタジアム（ミズーリ州カンザスシティ）

|                            | 1 | 2 | 3 | 4 | 5 | 6 | 7 | 8 | 9 | R | H | E |
| -------------------------- | - | - | - | - | - | - | - | - | - | - | - | - |
| ボルチモア・オリオールズ   | 0 | 1 | 0 | 0 | 0 | 0 | 0 | 0 | 0 | 1 | 3 | 0 |
| カンザスシティ・ロイヤルズ | 0 | 0 | 0 | 1 | 0 | 1 | 0 | 0 | X | 2 | 7 | 0 |

1. 勝利：ジェイソン・フレイザー（1勝）
2. セーブ：グレッグ・ホランド（3S）
3. 敗戦：陳偉殷（1敗）
4. 審判
［球審］ジョー・ウェスト
［塁審］一塁: ロン・カルパ、二塁: マーク・ウェグナー、三塁: ブライアン・ゴーマン
［外審］左翼: ダン・アイアソーニャ、右翼: マービン・ハドソン
5. 試合開始時刻: 中部夏時間（UTC-5）午後7時8分  試合時間: 2時間55分  観客: 4万183人  気温: 62°F（16.7°C）
詳細: MLB.com Gameday / ESPN.com / Baseball-Reference.com / Fangraphs

| ボルチモア・オリオールズ | ボルチモア・オリオールズ | ボルチモア・オリオールズ | ボルチモア・オリオールズ | ボルチモア・オリオールズ                                                                                               | カンザスシティ・ロイヤルズ | カンザスシティ・ロイヤルズ | カンザスシティ・ロイヤルズ | カンザスシティ・ロイヤルズ | カンザスシティ・ロイヤルズ                                                                                      |
| ------------------------ | ------------------------ | ------------------------ | ------------------------ | --- | -------------------------- | -------------------------- | -------------------------- | -------------------------- | --- |
| 打順                     | 守備                     | 選手                     | 打席                     | 陳偉殷N・ハンドリーS・ピアースJ・スコープR・フラ · ハーティJ・ハーディA・デアザA・ジョーンズN・マーケイキスN・クルーズ | 打順                       | 守備                       | 選手                       | 打席                       | J・ガスリーS・ペレスE・ホズマーO・インファンテM・ムスタカスA・エスコバーA・ゴードンL・ケイン青木宣親B・バトラー |
| 1                        | 右                       | N・マーケイキス          | 左                       | 陳偉殷N・ハンドリーS・ピアースJ・スコープR・フラ · ハーティJ・ハーディA・デアザA・ジョーンズN・マーケイキスN・クルーズ | 1                          | 遊                         | A・エスコバー              | 右                         | J・ガスリーS・ペレスE・ホズマーO・インファンテM・ムスタカスA・エスコバーA・ゴードンL・ケイン青木宣親B・バトラー |
| 2                        | 左                       | A・デアザ                | 左                       | 陳偉殷N・ハンドリーS・ピアースJ・スコープR・フラ · ハーティJ・ハーディA・デアザA・ジョーンズN・マーケイキスN・クルーズ | 2                          | 右                         | 青木宣親                   | 左                         | J・ガスリーS・ペレスE・ホズマーO・インファンテM・ムスタカスA・エスコバーA・ゴードンL・ケイン青木宣親B・バトラー |
| 3                        | 中                       | A・ジョーンズ            | 右                       | 陳偉殷N・ハンドリーS・ピアースJ・スコープR・フラ · ハーティJ・ハーディA・デアザA・ジョーンズN・マーケイキスN・クルーズ | 3                          | 中                         | L・ケイン                  | 右                         | J・ガスリーS・ペレスE・ホズマーO・インファンテM・ムスタカスA・エスコバーA・ゴードンL・ケイン青木宣親B・バトラー |
| 4                        | DH                       | N・クルーズ              | 右                       | 陳偉殷N・ハンドリーS・ピアースJ・スコープR・フラ · ハーティJ・ハーディA・デアザA・ジョーンズN・マーケイキスN・クルーズ | 4                          | 一                         | E・ホズマー                | 左                         | J・ガスリーS・ペレスE・ホズマーO・インファンテM・ムスタカスA・エスコバーA・ゴードンL・ケイン青木宣親B・バトラー |
| 5                        | 一                       | S・ピアース              | 右                       | 陳偉殷N・ハンドリーS・ピアースJ・スコープR・フラ · ハーティJ・ハーディA・デアザA・ジョーンズN・マーケイキスN・クルーズ | 5                          | DH                         | B・バトラー                | 右                         | J・ガスリーS・ペレスE・ホズマーO・インファンテM・ムスタカスA・エスコバーA・ゴードンL・ケイン青木宣親B・バトラー |
| 6                        | 遊                       | J・ハーディ              | 右                       | 陳偉殷N・ハンドリーS・ピアースJ・スコープR・フラ · ハーティJ・ハーディA・デアザA・ジョーンズN・マーケイキスN・クルーズ | 6                          | 左                         | A・ゴードン                | 左                         | J・ガスリーS・ペレスE・ホズマーO・インファンテM・ムスタカスA・エスコバーA・ゴードンL・ケイン青木宣親B・バトラー |
| 7                        | 三                       | R・フラハーティ          | 左                       | 陳偉殷N・ハンドリーS・ピアースJ・スコープR・フラ · ハーティJ・ハーディA・デアザA・ジョーンズN・マーケイキスN・クルーズ | 7                          | 捕                         | S・ペレス                  | 右                         | J・ガスリーS・ペレスE・ホズマーO・インファンテM・ムスタカスA・エスコバーA・ゴードンL・ケイン青木宣親B・バトラー |
| 8                        | 捕                       | N・ハンドリー            | 右                       | 陳偉殷N・ハンドリーS・ピアースJ・スコープR・フラ · ハーティJ・ハーディA・デアザA・ジョーンズN・マーケイキスN・クルーズ | 8                          | 二                         | O・インファンテ            | 右                         | J・ガスリーS・ペレスE・ホズマーO・インファンテM・ムスタカスA・エスコバーA・ゴードンL・ケイン青木宣親B・バトラー |
| 9                        | 二                       | J・スコープ              | 右                       | 陳偉殷N・ハンドリーS・ピアースJ・スコープR・フラ · ハーティJ・ハーディA・デアザA・ジョーンズN・マーケイキスN・クルーズ | 9                          | 三                         | M・ムスタカス              | 左                         | J・ガスリーS・ペレスE・ホズマーO・インファンテM・ムスタカスA・エスコバーA・ゴードンL・ケイン青木宣親B・バトラー |
| 先発投手                 | 先発投手                 | 先発投手                 | 投球                     | 陳偉殷N・ハンドリーS・ピアースJ・スコープR・フラ · ハーティJ・ハーディA・デアザA・ジョーンズN・マーケイキスN・クルーズ | 先発投手                   | 先発投手                   | 先発投手                   | 投球                       | J・ガスリーS・ペレスE・ホズマーO・インファンテM・ムスタカスA・エスコバーA・ゴードンL・ケイン青木宣親B・バトラー |
| 陳偉殷                   | 陳偉殷                   | 陳偉殷                   | 左                       | 陳偉殷N・ハンドリーS・ピアースJ・スコープR・フラ · ハーティJ・ハーディA・デアザA・ジョーンズN・マーケイキスN・クルーズ | J・ガスリー                | J・ガスリー                | J・ガスリー                | 右                         | J・ガスリーS・ペレスE・ホズマーO・インファンテM・ムスタカスA・エスコバーA・ゴードンL・ケイン青木宣親B・バトラー |

### 第4戦 10月15日
- カウフマン・スタジアム（ミズーリ州カンザスシティ）

|                            | 1 | 2 | 3 | 4 | 5 | 6 | 7 | 8 | 9 | R | H | E |
| -------------------------- | - | - | - | - | - | - | - | - | - | - | - | - |
| ボルチモア・オリオールズ   | 0 | 0 | 1 | 0 | 0 | 0 | 0 | 0 | 0 | 1 | 4 | 1 |
| カンザスシティ・ロイヤルズ | 2 | 0 | 0 | 0 | 0 | 0 | 0 | 0 | X | 2 | 5 | 0 |

1. 勝利：ジェイソン・バルガス（1勝）
2. セーブ：グレッグ・ホランド（4S）
3. 敗戦：ミゲル・ゴンザレス（1敗）
4. 本塁打
BAL：ライアン・フラハーティ1号ソロ
5. 審判
［球審］ロン・カルパ
［塁審］一塁: マーク・ウェグナー、二塁: ブライアン・ゴーマン、三塁: ダン・アイアソーニャ
［外審］左翼: マービン・ハドソン、右翼: ジョー・ウェスト
6. 試合開始時刻: 中部夏時間（UTC-5）午後3時8分  試合時間: 2時間56分  観客: 4万468人  気温: 65°F（18.3°C）
詳細: MLB.com Gameday / ESPN.com / Baseball-Reference.com / Fangraphs

| ボルチモア・オリオールズ | ボルチモア・オリオールズ | ボルチモア・オリオールズ | ボルチモア・オリオールズ | ボルチモア・オリオールズ | カンザスシティ・ロイヤルズ | カンザスシティ・ロイヤルズ | カンザスシティ・ロイヤルズ | カンザスシティ・ロイヤルズ | カンザスシティ・ロイヤルズ                                                                                      |
| ------------------------ | ------------------------ | ------------------------ | ------------------------ | --- | -------------------------- | -------------------------- | -------------------------- | -------------------------- | --- |
| 打順                     | 守備                     | 選手                     | 打席                     | M・ゴンザレスC・ジョゼフS・ピアースJ・スコープR・フラ · ハーティJ・ハーディN・クルーズA・ジョーンズN・マーケイキスD・ヤング | 打順                       | 守備                       | 選手                       | 打席                       | J・バルガスS・ペレスE・ホズマーO・インファンテM・ムスタカスA・エスコバーA・ゴードンL・ケイン青木宣親B・バトラー |
| 1                        | 右                       | N・マーケイキス          | 左                       | M・ゴンザレスC・ジョゼフS・ピアースJ・スコープR・フラ · ハーティJ・ハーディN・クルーズA・ジョーンズN・マーケイキスD・ヤング | 1                          | 遊                         | A・エスコバー              | 右                         | J・バルガスS・ペレスE・ホズマーO・インファンテM・ムスタカスA・エスコバーA・ゴードンL・ケイン青木宣親B・バトラー |
| 2                        | 一                       | S・ピアース              | 右                       | M・ゴンザレスC・ジョゼフS・ピアースJ・スコープR・フラ · ハーティJ・ハーディN・クルーズA・ジョーンズN・マーケイキスD・ヤング | 2                          | 右                         | 青木宣親                   | 左                         | J・バルガスS・ペレスE・ホズマーO・インファンテM・ムスタカスA・エスコバーA・ゴードンL・ケイン青木宣親B・バトラー |
| 3                        | 中                       | A・ジョーンズ            | 右                       | M・ゴンザレスC・ジョゼフS・ピアースJ・スコープR・フラ · ハーティJ・ハーディN・クルーズA・ジョーンズN・マーケイキスD・ヤング | 3                          | 中                         | L・ケイン                  | 右                         | J・バルガスS・ペレスE・ホズマーO・インファンテM・ムスタカスA・エスコバーA・ゴードンL・ケイン青木宣親B・バトラー |
| 4                        | 左                       | N・クルーズ              | 右                       | M・ゴンザレスC・ジョゼフS・ピアースJ・スコープR・フラ · ハーティJ・ハーディN・クルーズA・ジョーンズN・マーケイキスD・ヤング | 4                          | 一                         | E・ホズマー                | 左                         | J・バルガスS・ペレスE・ホズマーO・インファンテM・ムスタカスA・エスコバーA・ゴードンL・ケイン青木宣親B・バトラー |
| 5                        | DH                       | D・ヤング                | 右                       | M・ゴンザレスC・ジョゼフS・ピアースJ・スコープR・フラ · ハーティJ・ハーディN・クルーズA・ジョーンズN・マーケイキスD・ヤング | 5                          | DH                         | B・バトラー                | 右                         | J・バルガスS・ペレスE・ホズマーO・インファンテM・ムスタカスA・エスコバーA・ゴードンL・ケイン青木宣親B・バトラー |
| 6                        | 遊                       | J・ハーディ              | 右                       | M・ゴンザレスC・ジョゼフS・ピアースJ・スコープR・フラ · ハーティJ・ハーディN・クルーズA・ジョーンズN・マーケイキスD・ヤング | 6                          | 左                         | A・ゴードン                | 左                         | J・バルガスS・ペレスE・ホズマーO・インファンテM・ムスタカスA・エスコバーA・ゴードンL・ケイン青木宣親B・バトラー |
| 7                        | 捕                       | C・ジョゼフ              | 右                       | M・ゴンザレスC・ジョゼフS・ピアースJ・スコープR・フラ · ハーティJ・ハーディN・クルーズA・ジョーンズN・マーケイキスD・ヤング | 7                          | 捕                         | S・ペレス                  | 右                         | J・バルガスS・ペレスE・ホズマーO・インファンテM・ムスタカスA・エスコバーA・ゴードンL・ケイン青木宣親B・バトラー |
| 8                        | 三                       | R・フラハーティ          | 左                       | M・ゴンザレスC・ジョゼフS・ピアースJ・スコープR・フラ · ハーティJ・ハーディN・クルーズA・ジョーンズN・マーケイキスD・ヤング | 8                          | 二                         | O・インファンテ            | 右                         | J・バルガスS・ペレスE・ホズマーO・インファンテM・ムスタカスA・エスコバーA・ゴードンL・ケイン青木宣親B・バトラー |
| 9                        | 二                       | J・スコープ              | 右                       | M・ゴンザレスC・ジョゼフS・ピアースJ・スコープR・フラ · ハーティJ・ハーディN・クルーズA・ジョーンズN・マーケイキスD・ヤング | 9                          | 三                         | M・ムスタカス              | 左                         | J・バルガスS・ペレスE・ホズマーO・インファンテM・ムスタカスA・エスコバーA・ゴードンL・ケイン青木宣親B・バトラー |
| 先発投手                 | 先発投手                 | 先発投手                 | 投球                     | M・ゴンザレスC・ジョゼフS・ピアースJ・スコープR・フラ · ハーティJ・ハーディN・クルーズA・ジョーンズN・マーケイキスD・ヤング | 先発投手                   | 先発投手                   | 先発投手                   | 投球                       | J・バルガスS・ペレスE・ホズマーO・インファンテM・ムスタカスA・エスコバーA・ゴードンL・ケイン青木宣親B・バトラー |
| M・ゴンザレス            | M・ゴンザレス            | M・ゴンザレス            | 右                       | M・ゴンザレスC・ジョゼフS・ピアースJ・スコープR・フラ · ハーティJ・ハーディN・クルーズA・ジョーンズN・マーケイキスD・ヤング | J・バルガス                | J・バルガス                | J・バルガス                | 左                         | J・バルガスS・ペレスE・ホズマーO・インファンテM・ムスタカスA・エスコバーA・ゴードンL・ケイン青木宣親B・バトラー |